# Fritz Künzli
Fritz Künzli, właśc. Friedrich Künzli (ur. 8 stycznia 1946 w Glarus, zm. 22 grudnia 2019 w Zurychu) – szwajcarski piłkarz grający na pozycji napastnika. W swojej karierze rozegrał 44 mecze w reprezentacji Szwajcarii i strzelił w nich 14 goli.

## Kariera klubowa
Swoją karierę piłkarską Künzli rozpoczął w klubie FC Zürich. W sezonie 1964/1965 zadebiutował w nim w szwajcarskiej pierwszej lidze i grał w nim do końca sezonu 1972/1973. Wraz z FC Zürich dwukrotnie wywalczył mistrzostwo Szwajcarii w sezonach 1965/1966 i 1967/1968, a także czterokrotnie zdobył Puchar Szwajcarii w latach 1966, 1970, 1972 i 1973. W barwach klubu z Zurychu trzykrotnie był królem strzelców ligi Szwajcarii w sezonach 1966/1967 (24 gole), 1967/1968 (28 goli) i 1969/1970 (17 goli).
W 1973 roku Künzli przeszedł do FC Winterthur. W 1976 roku ponownie zmienił klub i został zawodnikiem Lausanne Sports. W sezonie 1977/1978 zdobywając 21 bramek został po raz czwarty najlepszym strzelcem szwajcarskiej ligi. W 1978 roku wyjechał do Stanów Zjednoczonych, gdzie grał w San Diego Sockers i Houston Hurricane. W 1980 roku wrócił do Szwajcarii. W sezonie 1980/1981 występował w Young Fellows Zurych, w którym zakończył karierę.

## Kariera reprezentacyjna
W reprezentacji Szwajcarii Künzli zadebiutował 17 października 1965 w zremisowanym 0:0 meczu eliminacji do MŚ 1966 z Holandią, rozegranym w Amsterdamie. W 1966 roku był w kadrze Szwajcarii na Mistrzostwa Świata w Anglii. Na tym turnieju rozegrał dwa mecze: z RFN (0:5) i z Argentyną (0:2). W kadrze narodowej od 1965 do 1977 roku rozegrał 44 mecze i strzelił w nich 14 goli.